# Cholet Agglo Tour 2024
De 45e editie van de wielerwedstrijd Cholet Agglo Tour vond plaats op 17 maart 2024. De wedstrijd startte en finishte in Cholet en was 196,7 kilometer lang. Aanvankelijk was de koers acht kilometer langer, maar in de openingsfase van de wedstrijd werd de race een klein half uur geneutraliseerd vanwege een grote valpartij. De organisatie besloot daarom om de wedstrijd met één ronde in te korten. De wedstrijd maakte deel uit van de UCI Europe Tour, met de categorie 1.1, en de Coupe de France. Paul Lapeira won de wedstrijd door, na een late uitval, solo als eerste over de finish te komen.

## Uitslag
| Plaats  | Naam                    | Ploeg                      | Tijd     |
| ------- | ----------------------- | -------------------------- | -------- |
| Winnaar | Paul Lapeira            | Decathlon AG2R La Mondiale | 4u22'02" |
| 2       | Alexis Renard           | Cofidis                    | + 1"     |
| 3       | Tom Van Asbroeck        | Israel Premier Tech Acad.  | z.t.     |
| 4       | Jordan Labrosse         | Decathlon AG2R La Mondiale | z.t.     |
| 5       | Matyáš Kopecký          | Novo Nordisk               | z.t.     |
| 6       | Jason Tesson            | TotalEnergies              | z.t.     |
| 7       | Emmanuel Morin          | Van Rysel-Roubaix          | z.t.     |
| 8       | Francisco Galván        | Kern Pharma                | z.t.     |
| 9       | Timothy Dupont          | Tarteletto-Isorex          | z.t.     |
| 10      | Maël Guégan             | CIC U Nantes Atlantique    | z.t.     |
| 11      | Jon Aberasturi          | Euskaltel-Euskadi          | z.t.     |
| 12      | Lewis Askey             | Groupama-FDJ               | z.t.     |
| 13      | Antonio Angulo          | Burgos-BH                  | z.t.     |
| 14      | Luca Mozzato            | Arkéa-B&B Hotels           | z.t.     |
| 15      | Luca Van Boven          | Bingoal WB                 | z.t.     |
| 16      | James Fouché            | Euskaltel-Euskadi          | z.t.     |
| 17      | Alexandre Delettre      | St Michel-Mavic-Auber93    | z.t.     |
| 18      | Jesús Ezquerra          | Burgos-BH                  | z.t.     |
| 19      | Emil Schandorff Iwersen | BHS-PL Beton Bornholm      | z.t.     |
| 20      | Jérémy Leveau           | Van Rysel-Roubaix          | z.t.     |

1978 · 1979 · 1980 · 1981 · 1982 · 1983 · 1984 · 1985 · 1986 · 1987 · 1988 · 1989 · 1990 · 1991 · 1992 · 1993 · 1994 · 1995 · 1996 · 1997 · 1998 · 1999 · 2000 · 2001 · 2002 · 2003 · 2004 · 2005 · 2006 · 2007 · 2008 · 2009 · 2010 · 2011 · 2012 · 2013 · 2014 · 2015 · 2016 · 2017 · 2018 · 2019 · 2020 · 2021 · 2022 · 2023 · 2024